# Goudharder
De goudharder (Chelon aurata) is een straalvinnige vis uit de familie van harders (Mugilidae), orde baarsachtigen (Perciformes). De vis komt voor in het noordoosten en het oosten van de Atlantische Oceaan en in de Middellandse Zee. De goudharder werd in 1810 als Mugil auratus voor het eerst wetenschappelijk beschreven door Antoine Risso.
De soort staat op de Rode Lijst van de IUCN als niet bedreigd, beoordelingsjaar 2008.

## Beschrijving
De volwassen goudharder is meestal rond de 30 centimeter en kan een lengte bereiken van 59 centimeter. De vis heeft twee rugvinnen en één aarsvin. De eerste rugvin telt 4 stekels, de tweede rugvin heeft één stekel en 7 tot 9 vinstralen, de aarsvin telt 3 stekels. De vis is vaak ook te herkennen aan een oranje/goudkleurige stip op de kieuwdeksel(s).

## Leefwijze
De goudharder is een zout- en brakwatervis die voorkomt in gematigde wateren. De soort is voornamelijk te vinden in kustwateren op een diepte van maximaal 10 meter.
Jonge goudharders voeden zich met zoöplankton. Volwassen vissen foerageren op de bodem waar zij leven van organisch afval, kleine algen en kleine bodemorganismen.

## Verspreiding
De goudharder komt vooral voor in de Middellandse Zee, meestal in ondiep en brak water, zoals havens, walkanten, lagunes, jachthavens, enz. Vroeger dacht men dat deze vis uiterst zeldzaam was in het kustwater van de Lage Landen. Bij nadere beschouwing van museumexemplaren bleek een als dunlipharder gedetermineerde goudharder al in 1939 in Zeeland gevangen te zijn. Sinds de jaren 1980 wordt duidelijk dat jonge goudharders niet zeldzaam zijn in de Scheldemonding en de Waddenzee.

## Relatie tot de mens
De vis is voor de beroepsvisserij van weinig belang. De vis is wel populair bij zeehengelaars.